# Kakalaré
Kakalaré est une localité de l'Extrême-Nord du Cameroun, située à proximité de la frontière avec le Tchad. Elle dépend de la commune de Moulvoudaye et du département de Mayo-Kani.

## Géographie

### Localisation
Kakalaré se situe à proximité de Moulvoudaye, rejoignable directement en 5 min par voiture.

## Population
En 1976, le village comptait 43 habitants, principalement des Peuls (Foulbe), également des Toupouri.